# Тапанта
Тапанта — субэтническая группа абазин, говорящих на тапантском диалекте абазинского языка. Самоназвание — абаза.
Абхазы и абазины-ашхаруа абазин-тапанта называют ашвыуа. По мнению Инал-Ипа, «…абхазское название абазин выражает, по всей вероятности, „люди бука“» (ашв-уа, от ашв (бзыбское ас’в) «бук» и уа «люди»).
Ногайское наименование абазин — тапанта. Алты-Кесек-Абаза («Шестидольная Абаза»), отразившее деление абазин на локальные группы, получившие названия княжеских родов абазин-тапанта: Лоу, Биберд, Дарыкъва, Кълыч, КӀьачв, Джьан-темыр.
Сам термин «тапанта» имеет тюркское происхождение (возможно, от тюрк. töben «нижний», восходящее к древнетюрк. tüp «низ, дно, основание»). Вариант от тюрк. taban, tapan «плоское, гладкое, поемное место» предполагает В. И. Абаев для осет. тъæпæн «равнина».
Массовое переселение абазин с южного склона Большого Кавказского хребта на Северный Кавказ, начали происходить после распада Абазгского царства (X век), хотя присутствие абазгов в Алании зафиксировано раньше и являлось аборигенным населением ещё до прихода алан на территорию современной Карачаево-Черкесии. У тапанта (ашуа), этот процесс начался раньше, от чего их диалект, отличается от диалекта шкарауа, на которых дольше оказывали влияние абхазы. Они стали заселять верховья рек Лабы, Урупа, Кубани, Теберды, Большого и Малого Зеленчуков, Кумы, Подкумка, Малки.